# Marilyne Andersen
Pour les articles homonymes, voir Andersen.
Marilyne Andersen est une professeure ordinaire dans le domaine des techniques de construction durable. Elle dirige le Laboratory of Integrated Performance in Design (LIPID) de l'École polytechnique fédérale de Lausanne (EPFL)à Lausanne, en Suisse. Elle a été doyenne de la Faculté de l’environnement naturel, architectural et construit (ENAC) à l’EPFL de 2013 à 2018. Elle est la directrice académique du Smart Living Lab.

## Formation
Marilyne Andersen est chercheuse invitée au département des techniques du bâtiment du Lawrence Berkeley National Laboratory à Berkeley (Californie).
Avant de rejoindre l'EPFL, elle est professeure associée au sein du Groupe technique de la construction du Massachusetts Institute of Technology (MIT), École d'architecture et de la planification, et à la tête et du MIT Lab d'éclairage naturel qu'elle a fondé en 2004.

## Carrière
Elle est membre du Conseil de la Fondation Holcim (en) pour la construction durable. Elle est également membre du conseil éditorial de la revue scientifique Building and Environment chez Elsevier ainsi que des revues LEUKOS (de l’Illuminating Engeneering Society) et Building and Cities chez Taylor et Francis. Elle est experte auprès du conseil d'innovation Innosuisse ainsi que membre fondatrice du Conseil de la Fondation Culture du bâti (CUB).
En 2016 elle a été la première lauréate du Prix de la recherche en lumière du jour de la Fondation Villum & Velux, pour avoir combiné la recherche avec la pratique, mettant l'accent sur l'impact de l’éclairage naturel sur la santé, le bien-être et l'expérience des utilisateurs de bâtiments. Elle a présidé le jury du prix Daylight en 2018.

## Publications

### Articles de journaux (sélection)
- (en) Giorgia Chinazzo, Kynthia Chamilothori, Jan Wienold et Marilyne Andersen, « Temperature–Color Interaction: Subjective Indoor Environmental Perception and Physiological Responses in Virtual Reality », Human Factors: The Journal of the Human Factors and Ergonomics Society, vol. 63, no 3,‎ mai 2021, p. 474–502 (ISSN 0018-7208 et 1547-8181, DOI 10.1177/0018720819892383, lire en ligne, consulté le 20 mai 2023).
- (en) Giuseppe Peronato, Emmanuel Rey et Marilyne Andersen, « 3D model discretization in assessing urban solar potential: the effect of grid spacing on predicted solar irradiation », Solar Energy, vol. 176,‎ décembre 2018, p. 334–349 (DOI 10.1016/j.solener.2018.10.011, lire en ligne, consulté le 20 mai 2023).
- (en) Ml Amundadottir, Sw Lockley et M Andersen, « Unified framework to evaluate non-visual spectral effectiveness of light for human health », Lighting Research & Technology, vol. 49, no 6,‎ octobre 2017, p. 673–696 (ISSN 1477-1535 et 1477-0938, DOI 10.1177/1477153516655844, lire en ligne, consulté le 20 mai 2023).
- (en) Marilyne Andersen, Jaime M.L. Gagne et Siân Kleindienst, « Interactive expert support for early stage full-year daylighting design: A user's perspective on Lightsolve », Automation in Construction, vol. 35,‎ novembre 2013, p. 338–352 (DOI 10.1016/j.autcon.2013.05.014, lire en ligne, consulté le 20 mai 2023).

### Conférences (sélection)
- (en) Jusselme, T., et al. (2019). Design guidance from a Data-Driven LCA-Based Design method and tool prototype. 16th International Conference of the "International Building Performance Simulation Association (IBPSA). Building Simulation, Rome, Italy, September 2-4, 2019[13].
- (en) Agarwal, M., Pastore, L., & Andersen, M.(2017). Suitability of neighborhood-scale massing models for daylight performance evaluation. International Conference on Sustainable Design of the Built Environment (SDBE), London, UK, December 20-21, 2017.